# Tony Flannery
Tony Flannery (* 1948, Attymon, Athenry, Irsko) je suspendovaný redemptoristický kněz, zakládající člen Sdružení katolických kněží a náboženský spisovatel.
Po 14 let byl přispěvatelem řádového periodika. Počátkem roku 2012 jej však Kongregace pro nauku víry přiměla, aby přestal v tomto periodiku sdílet své názory, jelikož nebyly plně v souladu s oficiální linií vatikánské kurie. Dále mu bylo zakázáno vystupovat v médiích.
Bylo mu přitom podle jeho slov vyhrožováno exkomunikací. Prefekt Kongregace pro nauku víry Gerhard Ludwig Müller po něm také žádá, aby podepsal prohlášení o tom, že bude respektovat vatikánský zákaz debaty o svěcení žen a podpoří církevní učení týkající se homosexuality a antikoncepce. Jeho podpis je přitom podmínkou pro návrat do aktivní služby. Flannery však uvedl, že dokument nemůže podepsat, aniž by znásilnil své svědomí.
Setkal se s doporučeními, aby přestoupil k jiné křesťanské církvi. „To, že jsem katolíkem, je však středem mé osobní identity. Snažil jsem se kázat evangelium. Bez ohledu na sankce ze strany Vatikánu v tom budu pokračovat jak mohu, abych zkusil napomoci reformě katolické církve - aby byla opět místem, kde budou vítáni všichni, kteří chtějí následovat Krista," uvedl Flannery.

## Dílo
- The Death of Religious Life? (Columba Publishing 1977)
- From the Inside (Mercier Press 1999)
- For Love or Money (Mercier Press 2001)
- Waiting in Hope: Reflections on Advent (Veritas 2003)
- Come back to Me: Reflections on Lent (Veritas 2004)
- Keeping the Faith (Mercier) 2006
- A Question of Conscience (Londubh Books 2013)[4]